# Quitais

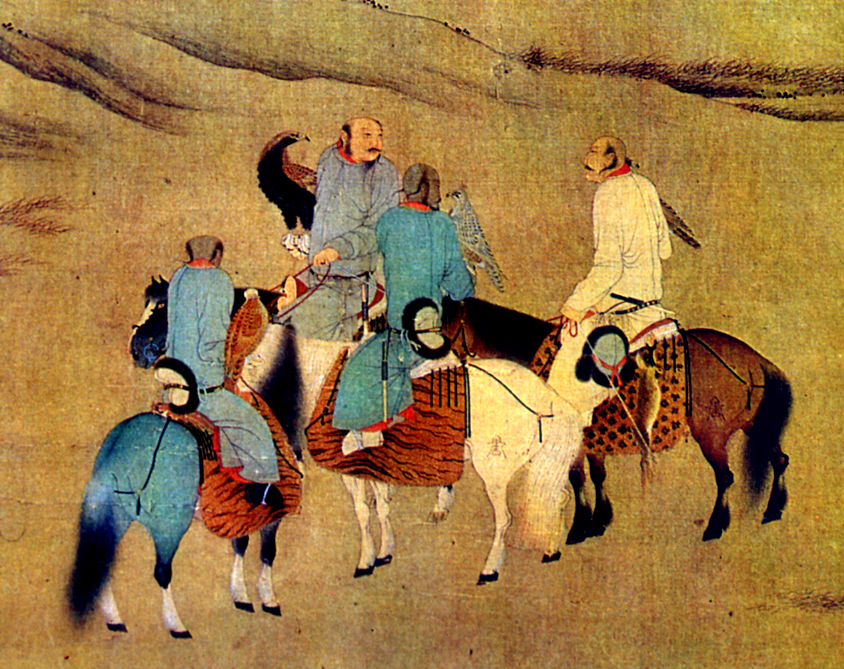
Quitais praticando caça com águias durante a dinastia Songue

Quitais (khitai; chinês: 契丹, pinyin: Qìdān; Turco antigo:  ; KITaYN) eram um grupo étnico paramongólico que dominou a maior parte da Manchúria e parte do Norte da China desde o século X até inícios do XII. Estabeleceram a dinastia Liao (907 — 1125) a norte da China, que acabou por ser derrubada pelos jurchéns, também originários da Manchúria, que fundaram a dinastia Jin (1115 — 1234) na área conquistada, que por sua vez foram substituídos pelo povo Altaico, os mongóis. Catai, nome pelo qual o Norte da China ficou conhecido na Europa medieval, deriva do nome Quitai. Após a queda da dinastia Liao em 1125, muitos quitais migraram ao oeste onde estabeleceram o Canato de Caraquitai que acabou por ser derrubado por Gengis Cã em 1218.